# Richard Anderson (cestista 1977)
Richard Elias Anderson (Ottawa, 30 novembre 1977) è un ex cestista canadese, professionista in Europa.

## Carriera
Con il Canada ha disputato i Campionati mondiali del 2002 e due edizioni dei Campionati americani (1999, 2005).

## Palmarès

### Squadra
- Coppa d'Austria: 2

Mattersburg 49ers: 2002
WBC Wels: 2006

### Individuale
- Estonian League Center of the Year (2004)